# Owocnikowce (plemię ssaków)
Owocnikowce (Stenodermatini) – plemię ssaków z podrodziny owocnikowców (Stenodermatinae) w obrębie rodziny liścionosowatych (Phyllostomidae).

## Rozmieszczenie geograficzne
Plemię obejmuje gatunki występujące w Ameryce.

## Systematyka
Do plemienia należą następujące rodzaje:
- Chiroderma W.C.H. Peters, 1860 – wielkook
- Vampyriscus O. Thomas, 1900
- Uroderma W.C.H. Peters, 1866 – namiotnik
- Vampyressa O. Thomas, 1900 – żółtouch
- Mesophylla O. Thomas, 1901 – namiotowiec – jedynym przedstawicielem jest Mesophylla macconnelli O. Thomas, 1901 – namiotowiec palmowy
- Vampyrodes O. Thomas, 1900 – straszydlak
- Platyrrhinus de Saussure, 1860 – szerokonos
- Enchisthenes Andersen, 1906 – wielkooczek – jedynym przedstawicielem jest Enchisthenes hartii (O. Thomas, 1892) – wielkooczek aksamitny
- Ectophylla H. Allen, 1892 – podlistnik – jedynym przedstawicielem jest Ectophylla alba H. Allen, 1892 – podlistnik białawy
- Artibeus J.E. Gray, 1838 – owocowiec
- Dermanura P. Gervais, 1856
- Ariteus J.E. Gray, 1838 – figożerek – jedynym przedstawicielem jest Ariteus flavescens (J.E. Gray, 1831) – figożerek jamajski
- Ardops G.S. Miller, 1906 – antylot – jedynym przedstawicielem jest Ardops nichollsi (O. Thomas, 1891) – antylot wyspowy
- Stenoderma É. Geoffroy Saint-Hilaire, 1818 – owocnikowiec – jedynym przedstawicielem jest Stenoderma rufum A.G. Desmarest, 1820 – owocnikowiec rudy
- Centurio J.E. Gray, 1842 – starzec – jedynym przedstawicielem jest Centurio senex J.E. Gray, 1842 – starzec pomarszczony
- Pygoderma W.C.H. Peters, 1863 – skórozad – jedynym przedstawicielem jest Pygoderma bilabiatum (J.A. Wagner, 1843) – skórozad dwuwargi
- Sphaeronycteris W.C.H. Peters, 1882 – maskonosek – jedynym przedstawicielem jest Sphaeronycteris toxophyllum W.C.H. Peters, 1882 – maskonosek amerykański
- Ametrida J.E. Gray, 1847 – małek – jedynym przedstawicielem jest Ametrida centurio J.E. Gray, 1847 – małek białobarki
- Phyllops W.C.H. Peters, 1865 – liściolotnik – jedynym żyjącym współcześnie przedstawicielem jest Phyllops falcatus (J.E. Gray, 1839) – liściolotnik sierpowaty

Opisano również rodzaj wymarły:
- Cubanycteris Mancina & Garcia-Rivera, 2005 – jedynym przedstawicielem był Cubanycteris silvai Mancina & García-Rivera, 2005